# Natanael
Natanael eller Nathanael är ett mansnamn med hebreiskt ursprung (נְתַנְאֵל Netan'el) med betydelsen Gud ger eller Gåva från Gud. 
Namnet var populärt i Sverige kring förra sekelskiftet (kom in i almanackan 1901) och ökar nu något i popularitet, efter att ha varit mycket ovanligt.
31 december 2005 fanns det totalt 2 526 personer i Sverige med namnet, varav 180 med det som tilltalsnamn.
År 2003 fick 99 pojkar namnet, varav 28 fick det som tilltalsnamn.
Namnsdag i Sverige: 22 december. I den finlandssvenska namnsdagslängden hade Natanael namnsdag 13 september 1929–1949.

## Personer med namnet Natanael / Nathanael
- Natanael, apostel, se Bartolomaios
- Oscar Emrik Natanael Ahlén, präst, psalmförfattare
- Natanael Berg, 1879–1957, veterinär, tonsättare
- Natanael Beskow, 1865–1953, författare, konstnär, skolman, teolog
- Nathanael Bland, brittisk orientalist
- Natanael Broman, 1887–1966, tonsättare, pianist
- Natanael Gärde, jurist, politiker (FP), statsråd
- Natanael Karlsson, programledare i TV
- Nathanael Gerhard af Schultén, 1750–1825, finlandssvensk astronom och sjömätare